# プロフィールド
株式会社プロフィールド（英: PROFIELD Co., Ltd.）は、コンピュータソフトウェア・ネットワークシステムの企画・開発・保守・コンサルティングを提供している日本のソフトウェア会社。
自動組版InDesignプラグイン「Revoroute」やカタログ制作システム「XCMS」、商品管理システム（PIM）「OpenPIM」等の開発・販売を行っている。

## 事業内容
- デジタルパブリッシングシステムの開発・販売
- カタログ制作システム・自動組版製品の開発・販売
- 商品情報管理システム（PIM）の開発・販売
- パブリッシングの知見を活かした販売プラットフォームの開発・販売
- 自動アノテーションシステム・画像認識システムの開発・販売